# Colocleora thalie
Colocleora thalie är en fjärilsart som beskrevs av Pierre E.L. Viette 1973. Colocleora thalie ingår i släktet Colocleora och familjen mätare. Inga underarter finns listade i Catalogue of Life.